# Viện Âm nhạc và Nghệ thuật Luân Đôn
Viện Âm nhạc và Nghệ thuật London (tiếng Anh: London Academy of Music and Dramatic Art, LAMDA) là trường nghệ thuật sân khấu có trụ sở ở phía tây thành phố London, Anh Quốc. Đây là trường dạy kịch nghệ lâu đời nhất của nước này.
Ngày 16/1/2018, nam diễn viên Benedict Cumberbatch được công bố kế nhiệm Timothy West, trở thành hiệu trưởng danh dự của trường. Trong khi đó, hiệu trưởng quản lý trường là Joanna Read (từ năm 2010).